# Селефаис
«Селефаис» (англ. Celephaïs) — короткий рассказ американского писателя Говарда Лавкрафта, написанный в ноябре 1920 года. Впервые опубликованный в ноябрьском выпуске журнала «Rainbow» 1922 года. Рассказ относится к «Циклу снов» Лавкрафта, где название города встречается позже, включая повесть «Сомнамбулический поиск неведомого Кадата» (1926).

## Сюжет
Сновидец Куранес переносится в сне в Иной мир (в Страну снов), где он видит красивые города и галеры, плывущие по морю, что смыкается с небом. Он попадает в прошлое, каким его запомнил в детстве, 40 лет назад. Однажды Куранес прыгает в бездну бесконечной пустоты и попадает в мир, где стоит замечательный город Селефаис, в долине Оот-Наргай, что за Танарианскими горами.
Появились сверкающие минареты города, изящные галеры в голубой гавани и китайские деревья гинкго на горе Аран. Куранес слетел на поросшую травой полянку на склоне горы и пройдя долину Оот-Наргай, вошел в Селефаис. Пройдя бронзовые ворота и ониксовые мостовые он увидел купцов, погонщиков верблюдов и бирюзовый храм Нат-Нортат.
Куранес плывет на галере капитана Атхиба по Серенарианскому морю мимо красивых городов и землей в лучах солнца, которое никогда не заходит. Галера заходит в гавань Серанниана — облачного города из розового мрамора на эфирных берегах. Вдруг, сон Куранеса обрывается и с тех пор он тщетно пытается вернуться в Селефаис. Куранесу снился сон, в котором он летит над горами, где пасутся стада странных зверей; он идет по дороге вдоль хребтов; перелез через стену в Страну причудливых садов (англ. Land of quaint gardens), где цветут вишни, текут алмазные ручьи, стоят резные мосты, и пагоды с красной крышей. В другом сне Куранес поднимается на башню и видит Тихий город (англ. Silent city), и реку Рид, что озаряет сияние из-за горизонта. Над этим местом лежит печать смерти с тех пор, как король Кинаратолис вернулся домой с победой и узрел месть богов. После Куранес едва спасся от Верховного жреца в желтой шелковой маске, живущего в древнем монастыре на Плато Ленг.

Куранес прибегает к помощи наркотиков, чтобы погрузиться в более глубокий сон и попадает в место Вне космоса (англ. Out of space), где не существует формы. Там он говорит с Фиалковым газом, который изучает тайны жизни. У Куранеса кончаются деньги на наркотики и он бродит по улицам. Внезапно за ним прибывает кортеж рыцарей из Селефаса; они везут его назад во времени, минуя родовой замок Куранеса в Суррей, старинные дома времен Джефри Чосера или «тех, кто были до него». Куранес уснул мертвым сном. Всадники прыгают в Пропасть снов (англ. Abyss of dream):  
На востоке появилось золотое сияние, которое скрыло весь пейзаж за сияющими шторами. В бездне бурлил хаос розового и голубого цвета Серенарианского моря, где невидимые голоса слились в ликующем гимне. Серебряные сверчки пели в облаках, по которым можно плыть и ступать, как по золотому песку в пустыне. 
Наконец-то Куранес увидел Селефаис. Оказывается, что он сам создал Оот-Наргай в своих мечтах и поэтому его назначают Верховным богом. Тем временем в реальном мире, на берегу Иннсмута волны выбросили тело Куранеса, забредшего в деревню, возле Тревор-Тауэрс, где преуспевающий пивовар наслаждался приобретенным старинным имением.

## Персонажи
- Куранес (англ. Kuranes) — рассказчик, получил во сне имя Куранес, но в реальном мире его звали иначе. Вероятно, он не случайно выбрал другое имя: Куранес был последним в роду, его деньги, земли и замок канули в прошлое, и ему уже безразлично, кем он слывет меж людьми. Любит мечтать и писать о своих грезах. Пробовал писать, но его высмеивали и тогда он стал писать для себя, а затем, и вовсе бросил это занятие. Чем больше он удалялся от мира, тем изумительнее становились его сны и всякая попытка описать их была заранее обречена на неудачу. Куранес человек несовременный и видел красоту в мечтах детства. Ему снился родной дом, увитый плющом, где жили тринадцать поколений его предков. Так он столкнулся с проблемой жизни в двух мирах сразу, он полностью забыл про свои потребности в реальном мире и умер. Персонаж появляется в повести «Сомнамбулический поиск неведомого Кадата».
- Капитан Атхиб (англ. Capitan Athib) — капитан, сидел на сундуке с пряностями и казалось, что он не заметил течение времени.
- Король Кинаратолис (англ. King Kynaratholis) — захватил город между Селефаисом и Сераннианом, а вернувшись домой с победой, узрел месть богов.
- Жрец в желтой шелковой маске (англ. Priest in yellow silk mask) — отшельник, который жил в очень древнем каменном монастыре на холодном пустынном Плато Ленг. Персонаж появляется в повести «Сомнамбулический поиск неведомого Кадата».
- Фиалковый газ (англ. Violet gas) — сущность в неведомом пространстве, где отсутствует форма, за пределами того, что назвают бесконечностью. Светящийся газ изучает тайну жизни. Ранее ничего не слышал о планетах и живых организмах. Персонаж появляется в повести «Сомнамбулический поиск неведомого Кадата».

## Вдохновение
Селефаис был вдохновлен сном, который Лавкрафт записал в черновике как «Мечта о полете над городом».
Рассказ напоминает сказку лорда Дансени «Коронация мистера Томаса Шапа», в которой герой все больше и больше погружается в свое воображаемое королевство Ларкар, пока он не начинает пренебрегать деловыми и рутинными задачами повседневной жизни, и в конечном итоге попадает в сумасшедший дом.
Образы лошадей, дрейфующих со скалы, могли быть взяты из «Всадник в небе» Амброуза Бирса (1891).
В окружении заметны черты Ближнего Востока. Фраза «тех, кто были до него» встречается в мифологии Древнего Египта. Концепция души описывает то, как после смерти душа попадает в «Иной мир», где каждый день солнечная ладья проходит с Востока на Запад, чтобы жизненный цикл продолжился вновь. Это напоминает галеры, которые плывут по морю в небо.
В фантастической литературе встречается прием, когда такие слова как «телепатия» или «сверхъестественный» заменяют на явления, такие как «свечение» или «чернота».

## География
- Селефаис (англ. Celephaïs) — сказочный город в долине Оот-Наргай, что не подвержен течению времени, так что человек может покинуть его и вернуться через много лет, чтобы обнаружить, что ничего не изменилось. В городе сверкающие минареты, изящные галеры в голубой гавани и китайские деревья гинкго на горе Аран. За бронзовыми воротами и ониксовыми мостовыми можно увидеть купцов и погонщиков верблюдов, а за ними бирюзовый храм Нат-Нортат (англ. Nath-Horthath). Пройдя по Колонной улице к части крепостного вала можно попасть к гавани. Галеры из порта Селефаис, в облачное королевство Суррея, достигают многих портов в Серенарианском море.
- Серенарианское море (англ. Cerenerian Sea) — омывает Оот-Награй.

- Оот-Наргай (англ. Ooth-Nargai) — прекрасная долина на склоне Танарианских гор, вся поросшая травой.

- Гора Аран (англ. Mount Aran) — гора в Оот-Награй.
- Танарианские горы (англ. Tanarian Hills) — горы в долине Оот-Наргай.

- Серанниан (англ. Serannian) — облачный город из розового мрамора на эфирном берегу. В нем земли, реки и города неслыханной красоты, нежатся в лучах солнца, которое никогда не заходит.

- Страна причудливых садов (англ. Land of quaint gardens) — сокрыта за серой стеной. Тут цветут вишни, красные и белые цветы, зеленая листва, белые дорожки, алмазные ручьи, синие озера, резные мосты и пагоды с красной крышей.
- Тихий город (англ. Silent city) — руины древнего города на могучей равнине, где находится высокая башня и река Рид (англ. Reedy), которые освещает сиянием из-за горизонта. На нем лежит печать смерти с тех пор, как король Кинаратолис вернулся домой с победой и узрел месть богов.
- Плато Ленг (англ. Plateau of Leng) — таинственное плато, на котором располагался древний каменный монастырь, где жил верховный жрец, что носил на лице желтую шелковую маску.
- Вне космоса (англ. Out of space) — часть пространства, что находится вне бесконечности космоса, где формы не существует, а светящиеся и разумные Газы изучают там секреты бытия.
- Бездна сна (англ. Abyss of dream) — бездна бурлящего хаоса, розового и великолепного голубого цвета Серенарианского моря, где невидимые голоса слились в ликующем гимне. Среди облаков поют серебряные сверчки, по которым можно плыть вниз бесконечно долго, и по золотым облакам можно ступать, как по золотому песку в пустыне.
- Иннсмут (англ. Innsmouth) — город в реальном мире, возле утесов, где в гавани возле Тревор-Тауэрс утонул Куранес. Иннсмут описан как город из реального мира и он не связан с Страной Снов.

## Связь с другими произведениями
В рассказе «Крысы в стенах» упоминается леди Маргарет Тревор из Корнуолла, дворянка, вышедшая замуж за отпрыска семьи Де Ла Поэр в четырнадцатом веке. По-видимому, она была прямым предком Куранеса. Куранес последний из знатной семьи, которая тринадцать поколений жила в родовом поместье на побережье по другую сторону холмов Суррей, в Лондоне. Он умирает у дома предков, который называется Тревор Тауэрс. Таким образом, Куранеса звали Тревор, и его семья должна была быть дворянской во время замужества леди Маргарет.
В «Сомнамбулический поиск неведомого Кадата» Рэндольф Картер встречает Куранеса, которые стал великим сновидцем, но тоскует по своему родному Корнуоллу и местам из детства. Куранес не может туда вернуться ибо его тело в Мире яви умерло. Куранес советует Картеру прекратить поиски Кадата и быть осторожным со своими желаниями.